# 빌리 버틀러 (야구 선수)
빌리 버틀러(Billy Ray Butler, 1986년 4월 18일~)은 전 메이저 리그 뉴욕 양키스의 야구선수이다.